# Matias Rizzone
Matías Ignacio Rizzone (Buenos Aires, 25 de octubre de 1972), médico argentino especialista en infectología. Es autor del término nosológico "Necronosis" y de los conceptos de Necroteísmo, Metamedicina, Post Medicina y Estado de Post Bienestar (con Mauricio Corbalán, Diego Melero, Sergio Ravizza y Pío Torroja). En 2002 propuso un modelo de unidad de terapia intensiva que, basado en la competencia bacteriana, evitaría el desarrollo de bacterias resistentes a antibióticos.

## Necronosis o Enfermedad Necronótica
Es la enfermedad transmitida desde el cadáver, sea este animal o humano. Se produce generalmente durante actividades laborales (autopsias, actividades de granja, actividades en cementerios). Entre las enfermedades más fácilmente transmisibles figuran la viruela, la tuberculosis y el carbunco (ántrax).

## Necroteísmo
Necroteísmo es el proceso mediante el cual una sociedad deifica un muerto que no es un líder o una figura religiosa. 
Entre los paradigmas del necroteísmo están Lenin, Ernesto Guevara, Eva Perón y el Gauchito Gil (un santo popular argentino).

## Metamedicina
La metamedicina (medicina de la medicina) es la técnica que encuentra y resuelve los problemas del sistema médico. Rizzone propuso originalmente el diagnóstico de los problemas de relaciones entre médicos, puntualmente a nivel de los hospitales, donde la norma es el maltrato. Planteó también la relación paciente-médico (a la inversa de la relación médico-paciente), es decir las obligaciones éticas de los pacientes con los médicos, la "industria" geriátrica y la protocolización de tratamientos como forma de monopolizar el mercado farmacológico (Ravizza). Por extensión, la metamedicina abarca también los problemas generados por una epistemología médica aberrante.

## Post Medicina
Según Rizzone, la medicina actual es un sistema que ha fracasado, debido a sus altos costos y manipulaciones de diagnósticos y tratamientos, que en muchos casos actúa como un sistema generador y perpetuador de enfermedad.
Rizzone propone un sistema (Post Medicina) donde no exista la estructura hospitalaria, y la atención médica se haga en forma individual y personalizada, desprovista de toda atadura institucional.
En este sistema, médico y paciente se eligen mutuamente.

## Estado de Post Bienestar
El Estado de Post Bienestar (Corbalán, Melero, Ravizza, Rizzone, Torroja) es un sistema de organización social en el cual las características personales de cada individuo se utilizan para el bien de la sociedad en su conjunto, mediante un sistema de prestaciones y contraprestaciones.
El modelo original de los autores propone un hospital donde individuos etiquetados como "aberrantes" (coprofílicos, sadomasoquistas, etc) brindan sus servicios higienizando pacientes o realizando prácticas cruentas, alcanzado una calidad de atención superior a la brindada por profesionales "normales" de la salud.

## Pelotudeo Consciente™
Es una técnica de auto y aloorganización pensada para realizar tareas complejas, que requieren períodos prolongados de tiempo, en secuencias de trabajo pequeñas, con el objetivo de lograr resultados que superan la capacidad del ser humano.

## Libros
Paja, mate y cocaína (2004) ISBN 98-7929-362-2

El cerebro y la concha (2013) ISBN 978-3-598-21503-2

La industria del boludo (2016) ISBN 95-0548-551-4

Corré por tu vida: lo peor de la medicina argentina (y como evitarlo) (2016) ISBN 95-0859-175-7

Los virus buenos (en preparación)

El psicólogo de Karpov (2018) ISBN 98-7383-070-7

Las tecnologías chantas (2019) ISBN 98-7571-052-0

Psicología de lo inentendible (2023) ISBN 98-7471-028-0

## Video
El mundo sin olor. Apogeo y decadencia del coronavirus (2021)